# Wookieepedia
Wookieepedia是一部提供《星際大戰》虛構世界資訊的網絡百科全書，包括了所有的九部星戰電影，以及克隆人戰爭和延伸世界的訊息。它是以建立一部全方位介紹星際大戰世界的百科全書為目的而專門設立的Wiki站點。文章在書面風格上幾乎是從虛構世界的視角來描述主題。 Wookieepedia為「伍基」（武技，故事中的虛構種族）和「Encyclopedia」的混成詞，是一個在名稱上巧妙運用「Wikipedia」的雙關語。它的標誌也效仿了維基百科，顯示了一顆未完成的死星，和維基百科的「未完成的拼圖」標誌相對照。

## 歷史
Wookieepedia的構想來自於Chad Barbry。它於2005年3月4日成立並由Wikia託管。
截至2005年4月，Wookieepedia是Wikia所託管的受訪次數最多的Wiki站點。2005年11月28日被選為Sci Fi頻道的當週科幻網站。2006年1月，該站成為Wikia當月的特色站點。
截至2010年10月，英文版Wookieepedia容納了超過八萬篇條目，在條目數量上名列Wikia托管Wiki站點的第四位，排在了阿爾法記憶和Marvel Database Project之前。
Wikia也託管了許多語言版本的星際大戰wiki，包括了保加利亞語、漢語、克羅地亞語、丹麥語、荷蘭語、芬蘭語、法語、匈牙利語、意大利語、日語、韓國語、挪威語、葡萄牙語、羅馬尼亞語、俄語、斯洛文尼亞語、斯洛伐克語、西班牙語、瑞典語、土耳其語和中文。此外Wookieepedia也協調德語版的Jedipedia （页面存档备份，存于）和波蘭語版的Biblioteka Ossus （页面存档备份，存于）。

## 延伸閱讀
- Cooper, Mike. . TheForce.net. 2005-12-02  [2010-12-12]. （原始内容存档于2021-12-27）.
- Cooper, Mike. . TheForce.net. 2006-03-05  [2010-12-12]. （原始内容存档于2021-12-27）.

## 外部連結
- Wookieepedia上的相关条目：Wookieepedia
- 中文伍基百科 （页面存档备份，存于）